# Phimodera torpida
Phimodera torpida är en insektsart som beskrevs av Walker 1867. Phimodera torpida ingår i släktet Phimodera och familjen sköldskinnbaggar. Inga underarter finns listade i Catalogue of Life.